# Can Toscà
Can Toscà és una masia de Canet d'Adri (Gironès) protegida com a bé cultural d'interès local.

## Descripció
És una antiga masia amb ampliacions que ha estat recentment restaurada. La planta té forma de L i es desenvolupa en planta baixa, pis i golfes. La coberta és de teula àrab a dues vessants. És construïda amb parets portants de maçoneria i carreus a les cantonades, també s'utilitzen els carreus per emmarcar les obertures. Les façanes han estat recentment totes picades durant la seva restauració. La porta principal té un arc de mig punt fet amb dovelles. A sobre hi ha una finestra gòtica amb guardapols motllurat. La resta de finestres són emmarcades per carreus bisellats i ampit motllurat. Davant la casa hi ha una petita construcció auxiliar aïllada que es correspon amb l'antic paller de la masia, junt amb la construcció principal formen l'era.

## Història
A la llinda d'una obertura de l'ampliació lateral esquerra hi ha la següent inscripció: "POSEÇORS DE ESTA CASA RECORDARVOS DELS PASATS BALDIRI MATIAS I TOSCA ME A FECIT ANY 1786".